# Forcipomyia chrysopipennis
Forcipomyia chrysopipennis är en tvåvingeart som beskrevs av Wirth 1966. Forcipomyia chrysopipennis ingår i släktet Forcipomyia och familjen svidknott. Inga underarter finns listade i Catalogue of Life.